# François Levavasseur
Pour les articles homonymes, voir Levavasseur.
 (mai 2016).
Si vous disposez d'ouvrages ou d'articles de référence ou si vous connaissez des sites web de qualité traitant du thème abordé ici, merci de compléter l'article en donnant les références utiles à sa vérifiabilité et en les liant à la section « Notes et références ».
Compléments
Sépulture au cimetière de Reims Nord
François Levavasseur, né en 1731, est un peintre sur céramique français.

## Biographie
François Levavasseur est actif à la Manufacture de Vincennes de 1753 à 1756, puis à la Manufacture de Sèvres de 1756 à 1770, et de 1772 à 1780. Il côtoie Charles-François Becquet, Catrice, Vincent Taillandier, Louis Jean Thévenet (père), Charles-Nicolas Dodin et Philippe Xhrouet. Il est présent lors de la visite du roi Louis XV à la Manufacture de Sèvres en 1757.
François Levavasseur épousa Marie Antoinette Durmard, qui lui donnera un premier enfant, Louis Prosper Levavasseur, l'aîné, qui sera doreur puis peintre à Sèvres de 1775 à 1780, et enfin réparateur de 1788 à 1800.

## Œuvres dans les collections publiques
- Fontainebleau, château de Fontainebleau : Assiette, 1756, porcelaine tendre service de table de Louis XV et de Louis XVI à Fontainebleau, règne de Louis XV (1723-1774), rose et or, 24,5 cm ;
- Paris, musée du Louvre : treize Pots à jus, vers 1761, porcelaine tendre de Sèvres, 8 cm[1].